# Dazomet
Dazomet ist ein Wirkstoff zum Pflanzenschutz und eine chemische Verbindung aus der Gruppe der Dithiocarbamate.

## Geschichte
Dazomet wurde zuerst 1890 von Dr. Delepine durch Reaktion von Kohlenstoffdisulfid mit Trimethyltrimethylentriimin synthetisiert und 1968 zuerst in Belgien als Pflanzenschutzmittel durch BASF registriert. Es wurde in Deutschland 1971 auf seine Auswirkungen untersucht und war bis 2012 in Europa patentiert.
Der Handelsname Basamid war bis 2003 im Besitz von BASF. Der Käufer, Kanesho Soil Treatment ist ein Gemeinschaftsunternehmen von Mitsui Bussan und Agro-Kanesho. Für die USA wurden die Markenrechte an Amvac lizenziert.

## Gewinnung und Darstellung
Dazomet wird kommerziell durch Reaktion von Kohlenstoffdisulfid mit Methylamin und Formaldehyd gewonnen.

## Eigenschaften
Dazomet zersetzt sich ab einer Temperatur über 104 °C. Als technisches Produkt kommt es mit einer Reinheit von 98 % auf den Markt. Es ist moderat stabil, aber anfällig für Temperaturen größer als 35 °C und Feuchtigkeit. Es hydrolysiert rasch in Wasser. Bei der Zersetzung von Dazomet entsteht unter anderem Methylisothiocyanat, der eigentliche Wirkstoff. Eine Verbindung mit der gleichen Grundstruktur ist das Antimykotikum Sulbentin.

## Verwendung
Dazomet wird als Fungizid, Herbizid, Insektizid und Nematizid verwendet. 

## Zulassungsstatus
In Deutschland, der Schweiz und Österreich sind dazomethaltige Pflanzenschutzmittel für den Einsatz gegen bodenbürtige Schädlinge zugelassen.